# Ivanjska (Bosanska Krupa)
Pour les articles homonymes, voir Ivanjska.
Ivanjska (en serbe cyrillique : Ивањска) est un village de Bosnie-Herzégovine. Il est situé dans la municipalité de Bosanska Krupa, dans le canton d'Una-Sana et dans la fédération de Bosnie-et-Herzégovine. Selon les premiers résultats du recensement bosnien de 2013, il compte 320 habitants.

## Démographie

### Évolution historique de la population
| 1948 | 1953 | 1961 | 1971 | 1981 | 1991 | 2013 |
| ---- | ---- | ---- | ---- | ---- | ---- | ---- |
| -    | -    | 800  | 708  | 592  | 633  | 320  |

|  |

### Communauté locale
En 1991, la communauté locale d'Ivanjska comptait 1 818 habitants, répartis de la manière suivante :